# Universitatea Kluż
Fotbal Club Universitatea Cluj – rumuński klub piłkarski z siedzibą w mieście Kluż-Napoka.

## Historia
Klub sportowy Universitatea założony został we wrześniu 1919 przez towarzystwo sportowe grupujące studentów uniwersyteckich o nazwie Societatea Sportivă a Studenților Universitari. Pierwszym prezesem klubu został doktor i polityk, członek partii PNTCD, Iuliu Hațieganu.
W początkach swego istnienia Universitatea uczestniczyła tylko w rozgrywkach regionalnych, gdyż w tym okresie nie było jeszcze rozgrywek o charakterze ogólnonarodowym. W 1923 roku klub dotarł do finału Puchar Mara, gdzie przegrał 0:2 z klubem Chinezul Timișoara.
W I lidze (Divizia A) Universitatea zaczęła grać od 1932 roku, czyli od jej początku. W pierwszoligowym debiucie klub wygrał swoją grupę i w decydujących o mistrzostwie meczach zmierzył się z klubem Ripensia Timișoara, remisując 0:0 i przegrywając w rewanżu 3:5.
W swoim debiucie w Pucharze Rumunii (Cupa României) w sezonie 1933/34 Universitatea dotarła do finału, gdzie ponownie zmierzyła się z klubem Ripensia Timișoara, przegrywając 0:5.
W 1940, w związku z oddaniem Siedmiogrodu Węgrom, klub przeniósł swą siedzibę z Cluj do Sibiu. W 1942 Universitatea ponownie dotarła do finału Pucharu Rumunii, w którym przegrała 1:7 z Rapidem Bukareszt.
Z chwilą, gdy w 1945 Siedmiogród ponownie został włączony do Rumunii, Universitatea wróciła do swojej pierwotnej siedziby. W 1946 klub zmienił nazwę na Știința Cluj. W 1949 po raz trzeci dotarł do finału Pucharu Rumunii, przegrywając 1:2 z klubem CSCA București.
W końcu lat 50. i na początku lat 60. trenerem klubu Știința Cluj był Ștefan Kovács, rumuński trener, który później opiekował się drużyną Ajaxu Amsterdam.
W sezonie 1964/65 udało się zdobyć Puchar Rumunii, co do dziś jest największym osiągnięciem klubu. Pozwoliło to zadebiutować w europejskich pucharach – w Pucharze Zdobywców Pucharów w sezonie 1965/66. W pierwszej rundzie Știința wyeliminowała austriacki klub SC Wiener Neustadt, wygrywając 1:0 na wyjeździe i 2:0 u siebie. W walce o ćwierćfinał Atlético Madryt (zdobywca Pucharu Hiszpanii) okazał się za trudną przeszkodą – po porażce 0:2 u siebie zdobywcy Pucharu Rumunii przegrali w Madrycie 0:4.
W 1966 klub powrócił do nazwy Universitatea. Na koniec sezonu 1971/72 Universitatea znalazła się na trzeciej pozycji w tabeli Divizia A – było to najlepsze miejsce od chwili zakończenia II wojny światowej (Universitatea zdobyła tyle samo punktów co wicemistrz Rumunii UT Arad). Kolejny raz Universitatea zaprezentowała się w europejskich pucharach w Pucharze UEFA w sezonie 1972/73. W pierwszej rundzie Universitatea pokonała u siebie 4:1 bułgarski klub Lewski Spartak Sofia. Pomimo wysokiego zwycięstwa nie udało się awansować do drugiej rundy – w Sofii w normalnym czasie było 1:4 dla Lewskiego. W dogrywce drużyna bułgarska zdobyła piątą bramkę i wyeliminowała Universitateę z turnieju.
W 1998 Universitatea dotarła do finału Pucharu Ligi (Cupa Ligii), gdzie przegrała z FCM Bacău.
W 1999 Universitatea spadła do drugiej ligi rumuńskiej (Divizia B), a w 2000 pierwszy raz w swych dziejach spadła do trzeciej ligi (Divizia C), w której zagrała jednak tylko jeden sezon, po którym wróciła do drugiej ligi. Trenerem drużyny był były reprezentant Rumunii Ioan Sabău, który w początkach swej piłkarskiej kariery w latach 80. grał w klubie Universitatea.
W 2005 roku celem klubu był powrót do pierwszej ligi, jednak trener Leo Grozavu preferował zbyt defensywną taktykę, co przyniosło wiele bezbramkowych remisów. Z tego powodu, choć w ostatnich meczach klub wygrał 4:0 z liderem ligi (Liberty Salonta), potem 4:0 na wyjeździe z trzecią drużyną w tabeli (Gaz Metan Mediaș) i 3:2 (prowadząc 3:0) z wiceliderem (Bihor Oradea), nie udało się zająć drugiego, premiowanego awansem miejsca. Ostatecznie na koniec sezonu 2005/06 Universitatea zajęła 3 miejsce tracąc 1 punkt do drugiego w tabeli klubu Bihor.
Na początku sezonu 2006/07 klub zmienił trenera – nowym szkoleniowcem został Adrian Falub. Jako piłkarz rozegrał on w Universitatea Cluj 220 meczów pierwszoligowych, jednak jako trener nigdy nie prowadził jeszcze żadnego zespołu. Pod jego kierownictwem drużyna początkowo spisywała się słabo, osiągając nawet 8 pozycję. Wkrótce jednak słaby okres minął i zespół szbko osiągnął 1 miejsce, zdobywając nawet 6 punktową przewagę nad wiceliderem. Na trzy tygodnie przed końcem sezonu, 19 maja 2007, klub zremisował 0:0 z drugim w tabeli Dacia Mioveni i uzyskał awans do pierwszej ligi. Ośmioletni okres gry w niższych ligach dobiegł końca.

## Sukcesy
- Liga I:
  - wicemistrzostwo (1): 1932/1933
  - 3. miejsce (2): 1933/1934, 1971/1972
- Puchar Rumunii:
  - zwycięstwo (1): 1964/1965
  - finał (5): 1933/1934, 1941/1942, 1948/1949, 2014/2015, 2022/2023
- Puchar Ligi Rumuńskiej
  - finał (1): 1998

## Europejskie puchary
Legenda do wszystkich tabel:
- Q – runda eliminacyjna, 1/16, 1/8, 1/4, 1/2 – odpowiednia faza rozgrywek, Grupa – runda grupowa, 1r gr – pierwsza runda grupowa, 2r gr – druga runda grupowa, F – finał, R – runda, PO – play-off
- k. – rzuty karne, los. – losowanie, Dogr. – dogrywka, w. – zasada bramek strzelonych na wyjeździe

| Sezon   | Rozgrywki                 | Runda   | Przeciwnik           | Dom | Wyjazd | Ogólnie    |
| ------- | ------------------------- | ------- | -------------------- | --- | ------ | ---------- |
| 1965/66 | Puchar Zdobywców Pucharów | 1R      | SC Wiener Neustadt   | 2–0 | 1–0    | 3–0        |
| 1965/66 | Puchar Zdobywców Pucharów | 1/8     | Atlético Madryt      | 0–2 | 0–4    | 0–6        |
| 1972/73 | Puchar UEFA               | 1R      | Lewski Spartak Sofia | 4–1 | 1–5    | 5–6        |
| 1995    | Puchar Intertoto          | Grupa 3 | HB Tórshavn          |     | 0–0    | 5. miejsce |
| 1995    | Puchar Intertoto          | Grupa 3 | Tromsø IL            | 0–1 |        | 5. miejsce |
| 1995    | Puchar Intertoto          | Grupa 3 | Germinal Ekeren      |     | 1–4    | 5. miejsce |
| 1995    | Puchar Intertoto          | Grupa 3 | FC Aarau             | 2–3 |        | 5. miejsce |
| 2025/26 | Liga Konferencji          | 2Q      | Ararat-Armenia       | 1–2 | 0–0    | 1–2, Dogr. |